# Tarron Jackson
Tarron Jackson (Aiken, 22 giugno 1998) è un giocatore di football americano statunitense che milita nel ruolo di defensive end per i San Francisco 49ers della National Football League (NFL).

## Carriera

### Philadelphia Eagles
Jackson al college giocò a football alla Coastal Carolina University. Fu scelto nel corso del sesto giro (191º assoluto) nel Draft NFL 2021 dai Philadelphia Eagles. Nella sua stagione da rookie disputò tutte le 17 partite, nessuna delle quali come titolare, mettendo a segno 18 tackle, un sack e un fumble forzato.

### Carolina Panthers
Il 29 agosto 2024 Jackson firmò con la squadra di allenamento dei Carolina Panthers.

### Ritorno ai Philadelphia Eagles (second stint)
Il 7 novembre 2024 Jackson rifirmò con la squadra di allenamento dei Philadelphia Eagles. Fu svincolato il 31 dicembre.

### San Francisco 49ers
Il 2 gennaio 2025 Jackson firmò con la squadra di allenamento dei San Francisco 49ers. Quattro giorni dopo firmò un nuovo contratto come riserva. Il 29 luglio 2025 fu inserito in lista infortunati.

## Palmarès
- National Football Conference Championship: 1

Philadelphia Eagles: 2022